# 20339 Eileenreed
20339 Eileenreed è un asteroide della fascia principale. Scoperto nel 1998, presenta un'orbita caratterizzata da un semiasse maggiore pari a 2,8507745 UA e da un'eccentricità di 0,0653044, inclinata di 1,14666° rispetto all'eclittica.